# George Sudarshan
Ennackal Chandy George Sudarshan (também conhecido como E. C. G. Sudarshan; Pallam, 16 de setembro de 1931 - Querala, 14 de maio de 2018) foi um físico indiano. Foi professor da Universidade do Texas em Austin.

## Publicações
- Doubt and Certainty com Tony Rothman
- Classical Dynamics com Narasimhaiengar Mukunda
- Fundamentals of Quantum Optics com John Klauder
- Introduction to Elementary Particle Physics com Robert Marshak
- From Classical to Quantum Mechanics: An Introduction to the Formalism, Foundations and Applications com Giampiero Esposito e Giuseppe Marmo
- Pauli and the Spin-Statistics Theorem por Ian Duck, E. C. G. Sudarshan e Wolfgang Pauli (janeiro de 1998)

## Morte
Morreu aos 86 anos, em 14 de maio de 2018 em Querala, Índia.